# Eilema rubuginea
Eilema rubuginea là một loài bướm đêm thuộc phân họ Arctiinae, họ Erebidae.